# Malaxació

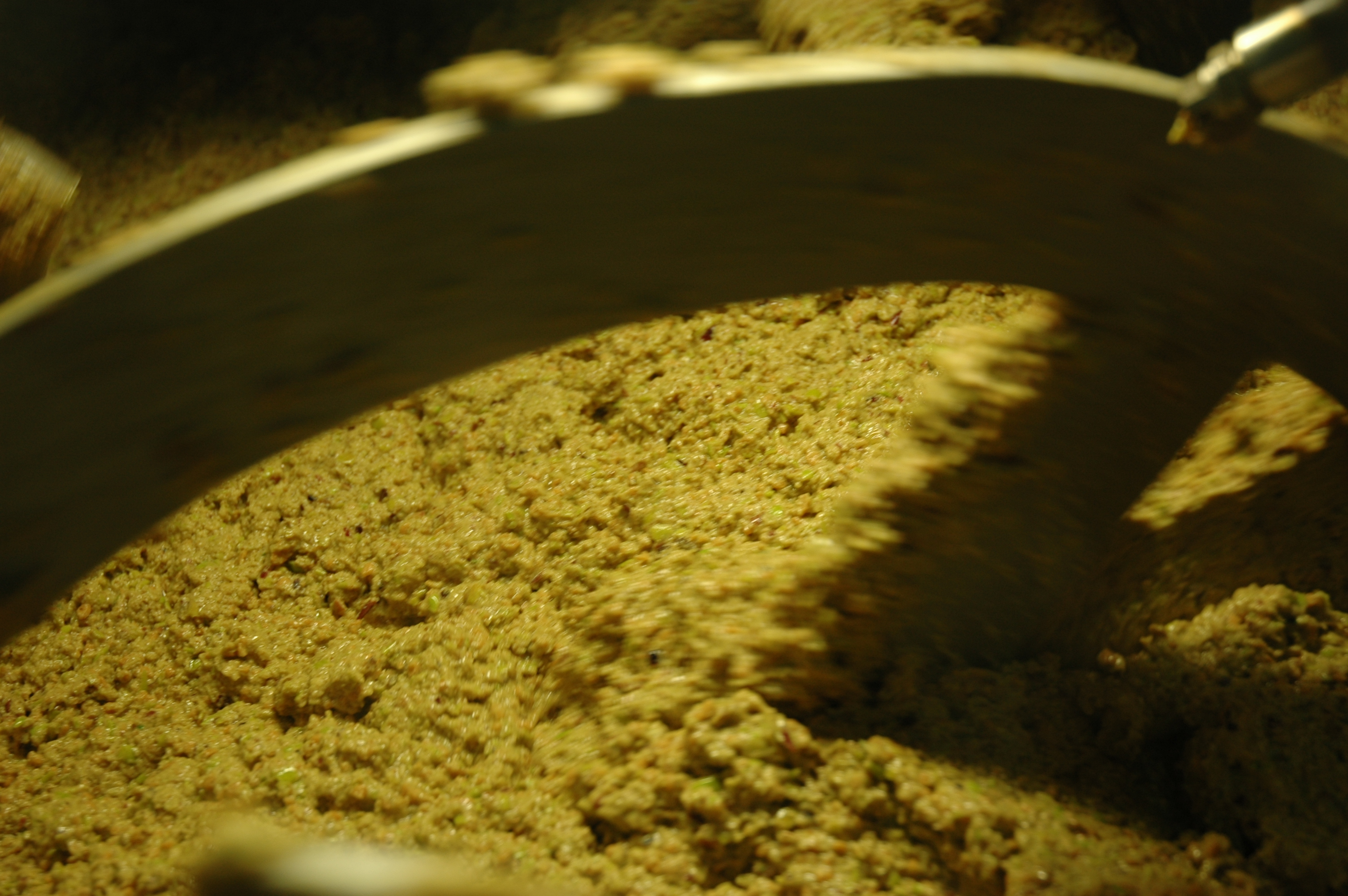
Una malaxació

La malaxació és una part del procés d'extracció de l'oli d'oliva que es fa servir en la indústria de producció de l'oli d'oliva. Consisteix a pastar les olives ja prèviament premsades, remenant-les a baixes revolucions (15 a 18 rpm) i al bany maria. El procés optimitza l'extracció dels olis del premsat de l'oliva fent-ne una correcta emulsió. La pasta resultant s'arriba a escórrer durant entre 45 i 90 minuts. La pasta obtinguda d'almàssera de pedra requereix menys «malaxació».